# John Grönvall Orgelbyggeri
John Grönvall Orgelbyggeri är ett handelsbolag i Lilla Edet som grundades 1927 av John Grönvall (1887–1968). 
Sönerna Bo och Bertil drev först firman vidare. Idag ägs den av Bo Niclas Grönvall. Företaget har byggt och renoverat kyrkorglar över hela Sverige. 
Orgelbyggeriets äldre arkiv förvaras vid Landsarkivet i Göteborg.

## Svenska kyrkor med orglar från företaget (urval)
| År   | Ursprunglig kyrka                  | Stift      | Bild | Manualer | Pedal        | Stämmor | Bevarad orgel/fasad | Övrigt |
| ---- | ---------------------------------- | ---------- | ---- | -------- | ------------ | ------- | ------------------- | --- |
|      | Fuxerna kyrka                      |            |      |          |              |         |                     | |
| 1930 | Ås kyrka, Västergötland            | Skara      |      | 1        | Bihängd      | 5       | Ja/Ja               | Orgeln är pneumatisk.                                                                                     |
| 1931 | Härna kyrka                        | Skara      |      | 1        | Självständig | 7       | Ja/Ja               | Orgeln är pneumatisk.                                                                                     |
| 1932 | Nöttja kyrka                       | Växjö      |      | 2        | Självständig | 7       | Ja/Ja               | Orgeln är pneumatisk.                                                                                     |
| 1934 | Marka kyrka                        | Skara      |      | 1        | Självständig | 6       | Ja/Ja               | Orgeln är pneumatisk.                                                                                     |
| 1938 | Gullabo kyrka                      | Växjö      |      |          |              | 14      | Nej/Nej             | En ny orgel byggdes 1970 av A Mårtenssons Orgelfabrik AB, Lund.                                           |
| 1938 | Ljungby kyrka                      | Växjö      |      |          |              | 23      | Nej/Ja              | En ny orgel byggdes 1965 av Lindegrens Orgelbyggeri AB, Göteborg.                                         |
| 1939 | Markaryds kyrka                    | Växjö      |      |          |              | 24      | Nej/Nej             | En ny orgel byggdes 1977 av A Mårtenssons Orgelfabrik AB, Lund.                                           |
| 1939 | Karlslunda kyrka                   | Växjö      |      |          |              | 16      | Nej/Nej             | En ny orgel byggdes 1968 av A Magnussons Orgelbyggeri AB, Göteborg.                                       |
| 1939 | Södra Ljunga kyrka                 | Växjö      |      | 2        | Självständig | 13      | ja/Ja               | En pneumatisk orgel.                                                                                      |
| 1943 | Brålanda kyrka                     | Karlstad   |      | 2        | Självständig | 15      | Ja/Ja               | En pneumatisk orgel.                                                                                      |
| 1944 | Tutaryds kyrka                     | Växjö      |      | 2        | Självständig | 7       | Ja/Ja               | En pneumatisk orgel.                                                                                      |
| 1945 | Hagshults kyrka                    | Växjö      |      |          |              | 16      | Nej/Nej             | En ny orgel byggdes 1967 av Liareds Orgelbyggeri, Liared.                                                 |
| 1947 | Skånes-Fagerhults kyrka            | Lunds      |      |          |              | 17      | Nej/Nej             | En ny orgel byggdes 1979 av A Mårtenssons Orgelfabrik AB, Lund.                                           |
| 1948 | Tisselskogs kyrka                  | Karlstad   |      |          |              | 9       | Nej/Nej             | En ny orgel byggdes 1978 av A Magnussons Orgelbyggeri AB, Mölnlycke.                                      |
| 1948 | Bengtfors kyrka                    | Karlstad   |      |          |              |         | Ja/Ja               | En pneumatisk orgel. Orgeln renoverades och omdisponerades 1972 och 1985 av Gunnar Carlsson, Borlänge.    |
| 1949 | Svanskogs kyrka                    | Karlstad   |      | 2        | Självständig | 16      | Ja/Ja               | EOrgeln är pneumatisk.                                                                                    |
| 1949 | Skepperstads kyrka                 | Växjö      |      |          |              | 10      | Nej/Ja              | En ny orgel byggdes 1973 av Olof Hammarberg, Göteborg.                                                    |
| 1950 | Hulareds kyrka                     | Göteborgs  |      |          |              | 6       | Nej/Nej             | En ny orgel byggdes 1971 av samma orgelbyggare.                                                           |
| 1950 | Skillingaryds kyrka                | Växjö      |      | 2        | Självständig | 14      | Ja/Ja               | Orgeln är pneumatisk.                                                                                     |
| 1951 | Träslövsläges kyrka                | Göteborgs  |      | 2        | Självständig | 12      | Ja/Ja               | Orgeln är pneumatisk.                                                                                     |
| 1952 | Svenarums kyrka                    | Växjö      |      | 2        | Självständig | 18      | Ja/Ja               | Orgeln är pneumatisk.                                                                                     |
| 1953 | Sillhövda kyrka                    | Lunds      |      | 2        | Självständig | 17      | Ja/Ja               | Orgeln är pneumatisk.                                                                                     |
| 1954 | Burseryds kyrka                    | Växjö      |      | 2        | Självständig | 20      | Nej/Nej             | En ny orgel byggdes 1970 av Västbo Orgelbyggeri, Långaryd.                                                |
| 1955 | Svenska kyrkan, Hirtshals, Danmark |            |      | 1        | Självständig | 7       | Ja/Ja               | Orgeln är pneumatisk.                                                                                     |
| 1956 | Trollhättans krematorium           | Skara      |      | 2        | Självständig | 11      | Ja/Ja               | Orgeln är pneumatisk.                                                                                     |
| 1959 | Gestads kyrka                      | Karlstad   |      | 2        | Självständig | 12      | Ja/Ja               | Orgeln är pneumatisk.                                                                                     |
| 1959 | Västlands kyrka                    |            |      |          |              |         |                     | |
| 1960 | Gammelgarns kyrka                  |            |      |          |              |         |                     | |
| 1960 | S:t Lars Kapell, Bollnäs           | Uppsala    |      | 2        | Självständig | 7       | ?                   | En ny orgel byggdes 1980 av Olof Hammarberg, Göteborg och orgeln flyttades till Missionskyrkan i Mullsjö. |
| 1961 | Grinstads kyrka                    | Karlstad   |      | 2        | Självständig | 17      | Ja/Ja               | Orgeln är pneumatisk.                                                                                     |
| 1961 | Bråttensby kyrka                   | Skara      |      | 2        | Självständig | 7       | Ja/Ja               | Orgeln är pneumatisk                                                                                      |
| 1962 | Magra kyrka                        | Skara      |      | 2        | Självständig | 9       | Ja/Ja               | Orgeln är pneumatisk.                                                                                     |
| 1962 | Hjärtums kyrka                     |            |      |          |              |         |                     | |
| 1962 | Mälarhöjdens kyrka                 |            |      |          |              |         |                     | |
| 1963 | Hammarby gravkapell                | Stockholms |      | 2        | Självständig | 8       | Ja/Ja               | En mekanisk orgel.                                                                                        |
| 1964 | Anga kyrka                         | Visby      |      | 1        | Självständig | 4       | Ja/Ja               | En mekanisk orgel.                                                                                        |
| 1964 | Sjonhems kyrka                     | Visby      |      | 1        | Bihängd      | 4       | Ja/Ja               | Orgeln är mekanisk.                                                                                       |
| 1965 | Grötlingbo kyrka                   | Visby      |      | 2        | Självständig | 15      | Ja/Ja               | Orgeln är mekanisk.                                                                                       |
| 1965 | Gamelgarns kyrka                   | Visby      |      | 1        | Självständig | 6       | Ja/Ja               | Orgeln är mekanisk.                                                                                       |
| 1965 | Källsjö kyrka                      | Göteborgs  |      | 2        | Självständig | 10      | Ja/Ja               | Orgeln är mekanisk.                                                                                       |
| 1966 | Fleringe kyrka                     | Visby      |      | 1        | Bihängd      | 5       | Ja/Ja               | Orgeln är mekanisk.                                                                                       |
| 1966 | Lextorpskyrkan                     | Skara      |      | 2        | Självständig | 10      | Ja/Ja               | Orgeln flyttades 1985 till Ljusets kapell, Trollhättan.                                                   |
| 1967 | Vartofta-Åsaka kyrka               | Skara      |      | 1        | Självständig | 7       | Ja/Ja               | Orgeln är mekanisk.                                                                                       |
| 1967 | Larvs kyrka                        |            |      |          |              |         |                     | |
| 1967 | Lane-Ryrs kyrka                    |            |      |          |              |         |                     | |
| 1967 | Yxnerums kyrka                     | Linköpings |      | 1        | Bihängd      | 3       | Ja/Ja               | En mekanisk kororgel.                                                                                     |
| 1968 | Bäls kyrka                         | Visby      |      | 1        | Självständig | 6       | Ja/Ja               | Orgeln är mekanisk.                                                                                       |
| 1968 | Hejnums kyrka                      | Visby      |      | 1        | Självständig | 6       | Ja/Ja               | Orgeln är mekanisk.                                                                                       |
| 1968 | Sventorps kyrka                    | Skara      |      | 2        | Självständig | 22      | Ja/Ja               | Orgeln är mekanisk.                                                                                       |
| 1969 | Larvs kyrka                        | Skara      |      | 2        | Självständig | 19      | Ja/Ja               | Orgeln är mekanisk.                                                                                       |
| 1969 | Burs kyrka                         | Visby      |      | 2        | Självständig | 13      | Ja/Ja               | Orgeln är mekanisk.                                                                                       |
| 1969 | Församlingsgården, Trollhättan     | Skara      |      | 1        | Bihängd      | 4       | Ja/Ja               | Orgeln är mekanisk.                                                                                       |
| 1970 | Stånga kyrka                       | Visby      |      | 2        | Självständig | 16      | Ja/Ja               | Orgeln är mekanisk.                                                                                       |
| 1970 | Kyrkås kyrka                       | Skara      |      | 1        | Självständig | 5       | Ja/Ja               | Orgeln är mekanisk.                                                                                       |
| 1971 | Brickbackens kyrksal               | Strängnäs  |      | 1        | Bihängd      | 4       | Ja/Ja               | Orgeln är mekanisk.                                                                                       |
| 1971 | Bokenäs nya kyrka                  |            |      |          |              |         |                     | |
| 1971 | Hulareds kyrka                     | Göteborgs  |      | 1        | Självständig | 6       | Ja/Ja               | Orgeln är mekanisk.                                                                                       |
| 1972 | S:t Anna kyrka, Ramsberg           | Västerås   |      | 1        | Bihängd      | 4       | Ja/Ja               | Orgeln är mekanisk.                                                                                       |
| 1972 | Tunge kyrka                        |            |      |          |              |         |                     | |
| 1972 | Lye kyrka                          |            |      |          |              |         |                     | |
| 1973 | Timmerviks kyrka                   | Karlstad   |      | 1        | Självständig | 6       | Ja/Ja               | Orgeln är mekanisk.                                                                                       |
| 1975 | Ölme kyrka                         | Karlstad   |      | 1        | -            | 4       | Ja/Ja               | Orgeln är mekanisk.                                                                                       |
| 1975 | Håby kyrka                         |            |      |          |              |         |                     | Ett nytt orgelverk i äldre orgel från 1898.                                                               |
| 1975 | Laholms kyrka                      | Göteborgs  |      | 1        | Bihängd      | 5       | Ja/Ja               | Orgeln är en mekanisk kororgel.                                                                           |
| 1977 | Älvängens kyrka                    |            |      |          |              |         |                     | |
| 1978 | Mariakyrkan, Frösö                 | Härnösands |      | 1        | Bihängd      | 5       | Ja/Ja               | Orgeln är mekanisk.                                                                                       |
| 1979 | Lindesbergs kyrka                  | Västerås   |      | 2        | Självständig | 28      | Ja/Ja               | Orgeln har mekanisk traktur och elektrisk registratur.                                                    |
| 1982 | Näsby kyrka                        | Västerås   |      | 2        | Självständig | 20      | Ja/Ja               | Orgeln är mekanisk.                                                                                       |
| 1983 | Fiskebäcks kapell                  | Skara      |      | 1        | Bihängd      | 4       | Ja/Ja               | Orgeln är mekanisk.                                                                                       |
| 1986 | Lextorps kyrka                     | Skara      |      | 2        | Självständig | 21      | Ja/Ja               | Orgeln är mekanisk.                                                                                       |
| 1989 | Hoppets kapell, Vara               | Skara      |      | 1        | Självständig | 7       | Ja/Ja               | Orgeln är mekanisk.                                                                                       |
| 1991 | Frändefors kyrka                   | Karlstad   |      | 2        | Självständig | 21      | Ja/Ja               | Orgeln är mekanisk och intonerades av Herwin Troje, Mölndal.                                              |

### Ombyggnationer och reparationer
| År   | Ursprunglig kyrka        | Stift      | Bild | Manualer | Pedal        | Stämmor | Bevarad orgel/fasad | Övrigt |
| ---- | ------------------------ | ---------- | ---- | -------- | ------------ | ------- | ------------------- | --- |
| 1950 | Tösse kyrka              | Karlstad   |      | 2        | Bihängd      | 10      | Ja/Ja               | 1950 renoverade Grönvall orgeln. Den var byggd 1867 av Anders Hultström, Ör.                                                                                                   |
| 1960 | Hammarby kyrka           | Stockholms |      | 2        | Självständig | 19      | Ja/Ja               | 1960 utökades orgeln av Grönvall. Orgeln var byggd 1936 av E A Setterquist & Son, Örebro.                                                                                      |
| 1966 | Östergarns kyrka         | Visby      |      | 1        | Självständig | 5       | Ja/Ja               | Orgeln omdisponerades 1966 av Grönvall. Orgeln var byggd 1915 av Åkerman & Lund, Stockholm. Fasaden är byggd 1849 av Sven Peter Petersson, Sjonhem.                            |
| 1973 | Vassända-Naglums kyrka   | Skara      |      | 2        | Självständig | 15      | Ja/Ja               | Orgeln renoverades och omdisponerades 1973 av Grönvall. Orgeln var byggd 1823 av Johan Everhardt den yngre, Stockholm. 1914 byggdes orgeln om av Johannes Magnusson, Göteborg. |
| 1975 | Sundals-Ryrs gamla kyrka | Karlstad   |      | 1        | -            | 3       | Ja/Ja               | 1975 renoverade Grönvall orgeln. Orgeln var byggd 1795 av Pehr Strand, Stockholm.                                                                                              |

## Norska kyrkor med orglar från J. Grönvall
- Ingedal kirke (1987)
- Skjeberg kirke, Sarpsborg (1987)